# MP/M
MP/M (Multiprogramming Monitor for Microcomputers) va ser la versió multiusuari del sistema operatiu CP/M, creat per Digital Research i desenvolupat per Tom Rolander el 1979. Permetia a múltiples usuaris connectar-se a un únic ordinador, utilitzant cada un d'ells un terminal.
MP/M era un sistema operatiu bastant avançat per a la seva època, almenys en microordinadors. Incloïa un nucli multitasca basat en prioritats. També permetia a cada usuari executar mútiples programes i alternar entre ells.
El sistema requeria un mínim de 32 KiB de RAM per a funcionar, però això deixava molt poca memòria per a aplicacions d'usuari.
Igual que abans va passar amb CP/M, MP/M va ser portat a l'Intel 8086, amb el nom MP/M-86.